# Jaworzyna Śląska
Jaworzyna Śląska (germană Königszelt, latină Sycomoria Silesiana) este un oraș în Polonia.